# Хануй-Гол
Хануй-Гол (монг. Хануй гол) — река в Монголии, правый приток реки Селенга. Протекает по территории аймаков Уверхангай и Булган.
Река берёт начало в горах Хангая, протекает по достаточно широкой долине через горно-холмистую местность и впадает в реку Селенга. Исток отсчитывается от слияния нескольких горных потоков. Высота устья над уровнем моря составляет приблизительно 952 м.
Длина составляет 421 км. Площадь бассейна — 14,6 тыс. км². Средний расход воды — около 20 м³/с.
Река многоводна весной и летом. Зимой перемерзает.